# Лашков, Фёдор Фёдорович
Фёдор Фёдорович Лашков (25 августа [6 сентября] 1858, Киперчены, Бессарабская область — 9 [22] декабря 1917, Мамак, Симферопольский район) — русский историк, архивист, крымовед. Член Таврической учёной архивной комиссии

## Биография
Был сыном известного в Бессарабской губернии священника. Родился 25 августа (6 сентября) 1858 года в селе Киперчены Сорокского (по другим источникам Оргеевского) уезда Бессарабской губернии.
После окончании курса Кишинёвской духовной семинарии с 1874 года он учился на историко-филологическом факультете Новороссийского университета. После окончания университета в 1879 году он был назначен преподавателем истории и географии в Симферопольскую мужскую гимназию. В 1881 году в местной газете «Таврида» была напечатана его статья «Несколько слов об исторической судьбе Крыма»; в 1883 году в виде брошюры была напечатана его работа «Празднование в Симферополе столетия присоединения Крымского ханства к Российской Империи». В течение 1884—1886 годов он напечатал ряд статей в «Таврических губернских ведомостях»; в Киеве был напечатан его исторический очерк «Шагин-Гирей, последний Крымский хан».
В 1886 году на Археологическом съезда в Одессе, он прочёл доклад «О бейликах в Крымском ханстве» (напечатан в 1889 году), а в 1887 году вышла его брошюра «Сельская община в Крымском ханстве». В 1891 году была напечатана брошюра «Памятники дипломатических сношений Крымского ханства с Московским государством в XVI и XVII вв.»
При учреждении Таврической учёной архивной комиссии (ТУАК) 24 января 1887 года он был избран правителем её дел. Эту должность он исправлял до момента своего увольнения из Симферопольской гимназии. Уехав в Одессу, он поступил на службу чиновником податного ведомства; затем служил в Молдавии и, в этой же сфере, три года в Симферополе. Затем подолгу жил во Франции.
В 1914 году он вернулся в Симферополь и вновь вернулся к научной деятельности. Проживал в имении Мамак под Симферополем (ныне  Строгоновка).
После Февральской революции 1917 года друзья и близкие предлагали ему перебраться в Симферополь. Но ему, видимо, лучше работалось в сельской тиши — он писал очередное исследование для «ТУАК», когда 9 (22) декабря 1917 года вместе с женой был убит грабителями в селе Мамак.